# Rupert Davies
Rupert Davies (Liverpool, 22 maggio 1916 – Londra, 22 novembre 1976) è stato un attore britannico.
È principalmente noto per aver interpretato il ruolo del commissario Maigret nella serie televisiva britannica Maigret, trasmessa dalla BBC negli anni sessanta, per cui è stato premiato con un Premio Bafta.

## Biografia
Militare durante la seconda guerra mondiale, venne catturato e rinchiuso in un campo per prigionieri di guerra tedesco. Durante la prigionia iniziò a esercitare il mestiere di attore, intrattenendo i compagni di cella. Dopo la guerra, ottenne molti ruoli in serie televisive di discreto successo, e negli anni sessanta interpretò diversi personaggi in film noti, come La spia che venne dal freddo (1965).
Partecipò anche a molti film horror di fine anni sessanta come Il grande inquisitore (1968), Le amanti di Dracula (1968), Black Horror - Le messe nere (1968), La rossa maschera del terrore (1969), Nero criminale - Le belve sono tra noi (1974), ma anche in film di successo come Waterloo (1970). Rupert Davies morì a Londra nel 1976 ed è sepolto nel cimitero di Pistyll, nei pressi di Nefyn, in Galles.

## Filmografia parziale

### Cinema
- Il vendicatore nero (The Dark Avenger), regia di Henry Levin (1955)
- L'assassino colpisce a tradimento (The Traitor), regia di Michael McCarthy (1957)
- La chiave (The Key), regia di Carol Reed (1958)
- Sea Fury, regia di Cy Endfield (1958)
- Zaffiro nero (Sapphire), regia di Basil Dearden (1959)
- Il grande capitano (John Paul Jones), regia di John Farrow (1959)
- Giungla di cemento (The Criminal), regia di Joseph Losey (1960)
- La spia che venne dal freddo (The Spy Who Came In from the Cold), regia di Martin Ritt (1965)
- Il giorno dei fazzoletti rossi (The Brides of Fu Manchu), regia di Don Sharp (1966)
- Tiro a segno per uccidere (Das Geheimnis der gelben Mönche), regia di Manfred R. Köhler (1966)
- I cinque draghi d'oro (Five Golden Dragons), regia di Jeremy Summers (1967)
- Il grande inquisitore (Witchfinder General), regia di Michael Reeves (1968)
- Le amanti di Dracula (Dracula Has Risen from the Grave), regia di Freddie Francis (1968)
- Black Horror - Le messe nere (Curse of the Crinsom Altar), regia di Vernon Sewell (1968)
- La rossa maschera del terrore (The Oblong Box), regia di Gordon Hessler (1969)
- Waterloo, regia di Sergey Bondarchuk (1970)
- Spirale di fuoco (The Firechasers), regia di Sidney Hayers (1971)
- L'assassino arriva sempre alle 10 (The Night Visitor), regia di László Benedek (1971)
- Zeppelin, regia di Étienne Périer (1971)
- Nero criminale - Le belve sono tra noi (Frightmare), regia di Pete Walker (1974)

### Televisione
- Le avventure di Charlie Chan (The New Adventures of Charlie Chan) – serie TV, 6 episodi (1957-1958)

## Doppiatori italiani
- Giorgio Capecchi in Il vendicatore nero
- Arturo Dominici in La spia che venne dal freddo
- Manlio Busoni in Il grande inquisitore
- Mario Bardella in Le amanti di Dracula
- Ennio Balbo in Waterloo
- Bruno Persa in Nero criminale - Le belve sono tra noi